# بایاندی پالوگو

بایاندی پالوگو شهری در شهرستان رامونگو در استان بولکیمده در بورکینافاسوی غربی مرکزی است جمعیت آن ۱۴۸۹ نفر است.